# Naranjito (Hatillo)
Naranjito es un barrio ubicado en el municipio de Hatillo en el estado libre asociado de Puerto Rico. En el Censo de 2010 tenía una población de 4050 habitantes y una densidad poblacional de 304,28 personas por km².

## Geografía
Naranjito se encuentra ubicado en las coordenadas 18°26′35″N 66°48′37″O / 18.44306, -66.81028. Según la Oficina del Censo de los Estados Unidos, Naranjito tiene una superficie total de 13,31 km², de la cual 13,29 km² corresponden a tierra firme y (0,12%) 0,02 km² es agua.

## Demografía
Según el censo de 2010, había 4050 personas residiendo en Naranjito. La densidad de población era de 304,28 hab./km². De los 4050 habitantes, Naranjito estaba compuesto por el 87,56% blancos, el 3,6% eran afroamericanos, el 0,02% eran amerindios, el 0,05% eran asiáticos, el 6.94% eran de otras razas y el 1,83% pertenecían a dos o más razas. Del total de la población el 99,53% eran hispanos o latinos de cualquier raza.